# Road Games (película de 2015)
Road Games (Fausse Route en Francia) es una película de suspenso escrita y dirigida por Abner Pastoll. La película está protagonizada por Andrew Simpson como un autoestopista británico que viaja por Francia. IFC Films estrenó la película en cines en los Estados Unidos el 4 de marzo de 2016. Icon Film Distribution estrenó la película en el Reino Unido e Irlanda el 26 de agosto de 2016.

## Argumento
Jack, un joven autostopista británico en la campiña francesa, intenta conseguir que lo lleven al servicio de ferry de regreso a Inglaterra. Después de caminar por la carretera durante horas sin que ningún automóvil se detuviera, se encuentra con una pareja que discute y se detiene y continúa su pelea. Preocupado, Jack se acerca al auto y saca al hombre antes de que pueda golpear a la mujer. El hombre se aleja de Jack y se aleja, dejando a Jack con la mujer, quien se presenta como una compañera autostopista llamada Véronique. Véronique le dice que hay un asesino en serie activo en este camino, lo que explica por qué Jack no pudo conseguir que lo lleven. Los dos acuerdan viajar juntos por seguridad y Véronique lo ayuda a mejorar su francés. Véronique dice que ella es una vagabunda cuyos padres la culpan por la muerte accidental de su hermano, y Jack que, el mismo día, perdió todo su equipaje y encontró a su novia engañándolo.
Un hombre excéntrico, Grizard, se detiene y les ofrece a los dos un paseo. Aunque Véronique se resiste, Jack la convence de que acepte la oferta de Grizard. Cuando Grizard descubre que Jack es inglés, lo invita con entusiasmo a conocer a su esposa inglesa. Véronique protesta por el desvío, pero Jack vuelve a convencerla de que acepte la hospitalidad de Grizard. De camino a su casa, Grizard se detiene para recoger un animal atropellado y se ríe cuando Jack sugiere que lo entierren en lugar de comérselo. Mary, la esposa de Grizard, resulta ser estadounidense, aunque dice que también ha vivido en Inglaterra. Durante la cena, Jack revela que es vegetariano y se disculpa y se niega a comer su carne. Grizard se burla de él en francés, molestando a Mary y Véronique. Cuando la conversación gira hacia el asesino en serie, Mary se enfada y abandona la mesa. Grizard insiste en que están a salvo en su casa y los insta a pasar la noche.
Grizard pone a Jack y Véronique en habitaciones separadas. Jack encuentra fotografías de un niño y una niña en su habitación, pero Grizard le dice a Jack que no tienen hijos. Antes de que Jack se vaya a la cama, Mary le aconseja que cierre la puerta con llave, lo cual hace. Esa noche, Véronique entra en su habitación y tienen sexo. Jack la invita a ir a Inglaterra con él y ella acepta emocionada. Cuando se despierta, ella no se encuentra por ningún lado. Grizard dice que se ha ido y saca una nota. Aunque Jack sospecha, Grizard insiste en que abandone la casa de inmediato. Cuando se va, Jack se da cuenta de que la letra de la nota no es de Véronique. Antes de que pueda hacer otra cosa, es drogado y secuestrado por el personal de mantenimiento de Grizard, Delacroix. Delacroix dice que Jack debe haber molestado mucho a Grizard y, en francés, amenaza y se burla de Jack de diversas formas; Jack dice que no entiende y ruega que lo dejen ir. Delacroix ata a Jack y lo mete en su camioneta, pero, antes de que Delaxcroix pueda irse, Jack escapa. Delacroix se dice a sí mismo que Jack está en un problema aún peor ahora que ha escapado.
Jack regresa a la casa de Grizard, donde encuentra a Véronique atada. Después de liberarla, se arma con un rifle. Jack y Véronique escapan de la casa en un auto robado, perseguidos por Grizard y Mary, quienes han regresado a casa. Después de una persecución en la que su auto volca, Jack y Véronique huyen a pie.
Se encuentran con Delacroix, quien, después de una pelea, se empala accidentalmente en una herramienta agrícola. Mientras Jack no mira, Véronique mata a Delacroix con un cuchillo. Grizard y Mary la encuentran y él tiene una visión de que Véronique era una niña, revelándola como su hija. Ella afirma entonces, como lo hace ahora, que no asesinó a nadie y que la muerte fue accidental. En francés, Mary y Grizard, que se revela que son los padres de Véronique, le suplican que regrese a casa y deje de matar gente, diciendo que ya no pueden encubrirla.
Véronique se niega. Antes de que Mary pueda decirle a Jack la verdad en inglés, Véronique deja inconsciente a Mary con el rifle y amordaza a Grizard. Mientras Véronique y Jack se marchan juntos, Véronique comprueba que tiene el cuchillo de Delacroix. Después de los créditos, Mary se despierta y llora por perder a su hija y Grizard se desespera mientras está amordazado.

## Reparto
- Andrew Simpson como Jack
- Joséphine de La Baume como Véronique
- Frédéric Pierrot como Grizard
- Barbara Crampton como  Mary
- Féodor Atkine como Delacroix
- Pierre Boulanger comoThierry

## Producción

### Rodaje
El primer rodaje comenzó el 20 de julio de 2014 y concluyó el 22 de agosto de 2014. El rodaje tuvo lugar principalmente en Inglaterra; Allí se rodaron veinte días y cinco en Francia. Para simular las condiciones de conducción francesas, Pastoll tuvo que cerrar un tramo de carretera para poder conducir por el lado derecho.
También se filmaron escenas en St Clere, Kent, donde Jack, Veronique y Grizard llegan a la casa y conocen a Mary. Las escenas también tuvieron lugar en Falconhurst en Kent, donde Delacroix droga a Jack y lo lleva a la camioneta a su granero, donde lo alimenta y luego lo vuelve a poner en la sala de camiones de la que Jack escapa. El rodaje también tuvo lugar en Castle Farm - Lavendar, Kent, donde se ve a Jack y Veronique corriendo por el campo alejándose de Grizard y Mary.

## Crítica

### Recepción
Rotten Tomatoes, un agregador de reseñas, informa que el 83% de los 18 críticos encuestados dieron a la película una reseña positiva; la calificación promedio es 7/10. John DeFore de The Hollywood Reporter escribió: "Algunas de las sorpresas reservadas juegan mejor que otras, cuya lógica narrativa es difícil de comprender; por otra parte, la máxima presunción de Pastoll deja mucho espacio para la interpretación". Nicolas Rapold de The New York Times escribió que la película se vuelve "menos escalofriante que levemente confusa y un poco decepcionante", sin alcanzar sus influencias de la década de 1980.